# ロケット・砲兵 (ウクライナ軍)
ロケット・砲兵（ウクライナ語: Ракетні війська та артилерія України）とは、ウクライナ軍の砲兵のことである。呼称の通りに、従来式の火砲だけでなく多連装ロケット砲や短距離弾道ミサイル、さらには対戦車砲も装備・運用する。

## 編成
ウクライナ軍の戦車旅団や機械化旅団、山岳強襲旅団、海兵旅団、空中機動・空中強襲旅団はいずれも、傘下に旅団砲兵群（ウクライナ語: Бригадна артилерійська група）と呼ばれる砲兵部隊を有しており、その編成はおおむね以下の通り。
- 榴弾砲（牽引砲もしくは自走砲）×1～2個大隊
- 多連装ロケット砲×1個大隊（BM-21グラード系列）
- 対戦車砲×1個大隊。

（部隊によっては榴弾砲大隊が1個大隊に削減されたり、対戦車砲大隊や多連装ロケット砲大隊が省略されることもある）
旅団砲兵群以外では、より長射程、大威力の火砲やロケット砲、短距離弾道ミサイルを装備した独立砲兵旅団も存在しており、東西南北の各作戦管区や陸軍司令部、空中機動軍司令部、海兵隊司令部の隷下に配属されている。

## 隷下部隊
各戦闘旅団隷下の旅団砲兵群を除いた、独立砲兵・ロケット砲・ミサイル旅団のみ。

### 陸軍
陸軍司令部直属部隊
- 第15独立砲兵偵察旅団（着弾観測・目標捕捉等を担当）
- 第19ミサイル旅団（弾道ミサイル部隊）
- 第27ロケット砲兵旅団
- 第43独立砲兵旅団
- 第107ロケット砲兵旅団

東部作戦管区所属
- 第47独立砲兵旅団（ハルキウ州ハルキウ）
- 第55独立砲兵旅団（ザポリージャ州ザポリージャ）

西部作戦管区所属
- 第44独立砲兵旅団（テルノーピリ州テルノーピリ）

南部作戦管区所属
- 第40独立砲兵旅団（ムィコラーイウ州ベルポマイスキー（英語版））

北部作戦管区所属
- 第26独立砲兵旅団（ジトーミル州ベルディチウ（英語版））
- 第49独立砲兵旅団

第11軍団所属
- 第38独立砲兵旅団（ウクライナ語版）（ジトーミル州ポピルニア（ウクライナ語版））
- 第45独立砲兵旅団（リヴィウ州ヤーヴォリウ（英語版））

第10軍団所属
- 第48独立砲兵旅団

訓練・教導部隊
- ペトロー・サハイダーチヌイ名称記念陸軍士官学校（ウクライナ語版）（リヴィウ）
  - 第184訓練センター（ウクライナ語版）（スタリチ（ウクライナ語版））
    - 第356教導砲兵連隊（ウクライナ語版）

### 空中機動軍
- 第148独立砲兵旅団（ジトーミル州ジトーミル）

### 海兵隊
- 第406独立砲兵旅団（ムィコラーイウ州ムィコラーイウ）
  - 第64独立砲兵大隊（オデッサ州ビルホロド＝ドニストロフスキー）
  - 第65独立沿岸ミサイル大隊（オデッサ州ダチョネ（ウクライナ語版））
  - 第66独立砲兵大隊（ザポリージャ州ベルジャーンシク）
  - 第67独立砲兵大隊（ムィコラーイウ州オチャキウ）
- 第32独立砲兵旅団（アルテストヴェ（ロシア語版））

### 国家親衛隊
国家親衛隊には独立砲兵旅団は編成されておらず、第4即応旅団や第3特務旅団などの重戦闘部隊に付属する砲兵大隊のみであったが、2024年4月に初の独立砲兵旅団である第16旅団が編成された。
- 第16独立砲兵旅団（ドニプロペトロウシク州ドニプロ）

## 装備品
以下に表記する装備品は、2022年ロシアのウクライナ侵攻以前から運用していたもののみ表記する。
対戦車砲
- T-12 100mm対戦車砲

牽引式火砲
- D-30 122mm榴弾砲
- D-20 152mm榴弾砲
- 2A36ギアツィント-B 152mmカノン砲
- 2A65ムスタ-B 152mm榴弾砲

自走砲
- 2S1グヴォズジーカ 122mm自走榴弾砲
- 2S3アカーツィヤ 152mm自走榴弾砲
- 2S7ピオン 203mm自走カノン砲
- 2S19ムスタ-S 152mm自走榴弾砲

多連装ロケット砲
- BM-21 グラード
- BM-27 ウラガン
- BM-30 スメーチ

弾道ミサイル
- 9K79-1 トーチカU

地対艦ミサイル
- R-360 ネプトゥーノ